# NGC 246
NGC 246（Caldwell 56）は、くじら座の方角にある惑星状星雲である。この星雲及び星雲内の恒星は、様々な天体カタログに収録され、SIMBADのデータベースでまとめられている。約1600光年離れている。星雲の中心の恒星は12等級の白色矮星HIP 3678である。
アマチュア天文学者の間では、中心の恒星とその周囲の配置から、この星雲はPac-Man Nebulaとして知られている。

## 画像

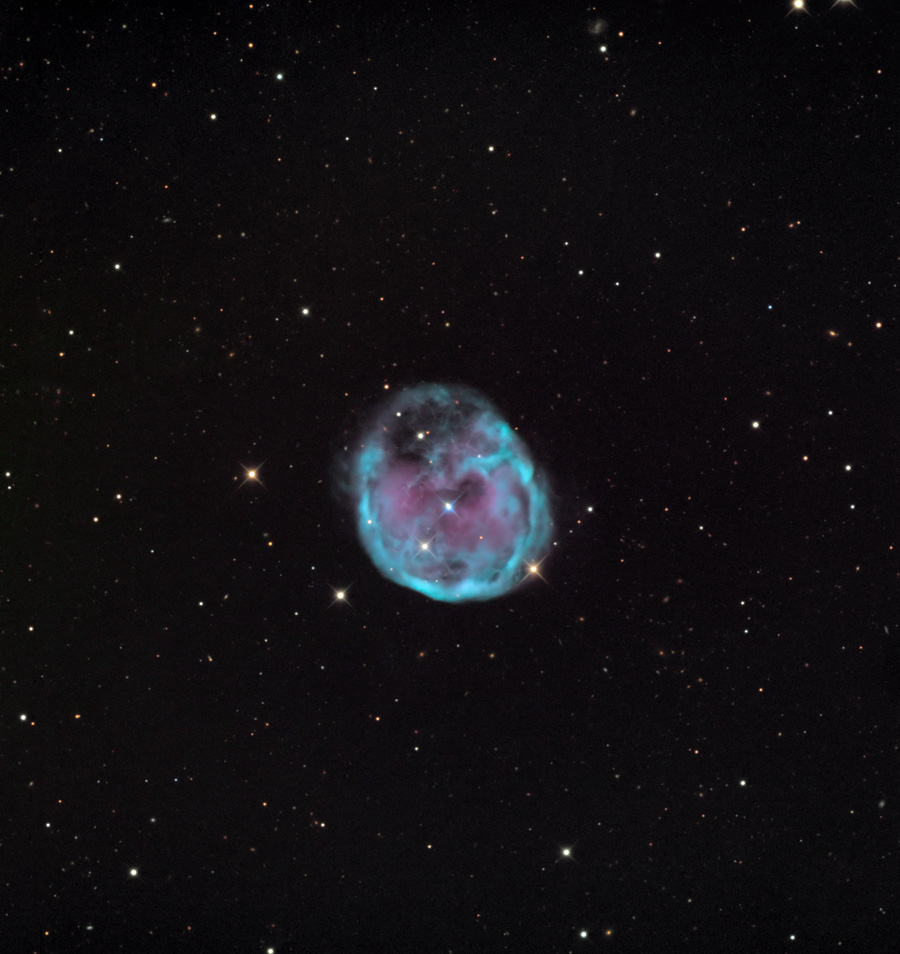
レモン山の0.8mSchulman望遠鏡で見たNGC 246